# Витковский, Пётр Иосифович
Пётр Иосифович Витковский (лит. Petras Vitkauskas, пол. Piotr Witkowski, 1874—1924) — инженер, польско-литовский общественный деятель, депутат Государственной думы I созыва от Сувалкской губернии.

## Биография
По вероисповеданию католик. Родился в крестьянской семье в Кальварийском уезде Сувалкской губернии. Учился в Мариямпольской гимназии. Окончил Московский университет и Императорское техническое училище. Инженер, занимался технической деятельностью на частной службе. Есть указания, что принадлежал к партии Народной свободы. По другим сведениям член Литовской демократической партии.
20 апреля 1906 года избран в Государственную думу I созыва от общего состава выборщиков Сувалкского губернского избирательного собрания. Примыкал к Конституционно-демократической фракции. Член Польского Коло и литовской секции группы автономистов. Член Аграрной комиссии. Выступил в Думе по аграрному вопросу.
10 июля 1906 года в г. Выборге подписал "Выборгское воззвание" и осужден по ст. 129, ч. 1, п. п. 51 и 3 Уголовного Уложения, приговорён к 3 месяцам тюрьмы и лишён права быть избранным.
Дальнейшая судьба неизвестна.
Скончался в 1924 году.